# Paralimna invisa
Paralimna invisa är en tvåvingeart som beskrevs av Giordani Soika 1956. Paralimna invisa ingår i släktet Paralimna och familjen vattenflugor. Inga underarter finns listade i Catalogue of Life.